# Strangers in the Night (альбом UFO)
Strangers in the Night (в переводе с англ. — «Странники в ночи») — второй концертный альбом британской рок-группы UFO. Пластинка была записана во время гастролей группы по США и стала последней записью UFO с гитаристом Михаэлем Шенкером, до его возвращения в группу в 1993 году.
Альбом получил положительные отзывы критиков и считается одним из лучших концертных альбомов 1970-х годов. Strangers in the Night оказал влияние на последующие поколения музыкантов, в частности, на группы новой волны британского хеви-метала.

## Запись
Альбом был записан в ходе гастролей UFO по США осенью 1978 года. Продюсированием альбома занимался Рон Невисон, который работал и над двумя предыдущими дисками группы. Невисон и его помощник Майк Клинк отправились в тур вместе с группой и с записывающем оборудованием. Для записи были выбраны 6 концертов группы в городах Чикаго, Иллинойс; Кеноша, Висконсин; Янгстаун, Огайо; Колумбус, Огайо и Луисвилл, Кентукки. После того, как запись была закончена, Невисон вернулся в студию Record Plant в Лос-Анджелесе, чтобы выбрать лучшие из записанных песен и составить из них альбом. Песни, которые в конечном итоге попали на диск, были взяты с концертов в Чикаго и Луисвилле. Некоторые из песен были достаточно продолжительными, кроме того, Невисон считал качество записи достаточно высоким и поэтому предложил сделать альбом двойным, однако для полноценного двойного альбома недоставало двух песен. Поэтому группа записала в студии песни «Mother Mary» и «This Kid’s», на которые впоследствии был наложен шум и аплодисменты зрителей.
Название альбома появилось благодаря продюсеру альбома. По словам Невисона, он работал над альбомом в студии и решил сделать перерыв на обед. В соседнем кафе, когда он вошёл, играла песня Фрэнка Синатры «Strangers in the Night». Невисон решил, что это будет хорошим названием для альбома, и его идея получила одобрение группы и лейбла.

## Конфликт с Шенкером
Strangers in the Night стал последним альбомом UFO с гитаристом Михаэлем Шенкером до его возвращения в 1993 году. Шенкер покинул группу в ноябре 1978, ещё до того, как была выпущена пластинка. Существуют несколько версий о причинах его ухода из группы.  
По одной из версий, которую подтверждает Пол Рэймонд, Шенкер не был доволен звучанием своей гитары и хотел переписать некоторые из своих гитарных партий в студии либо использовать запись с другого концерта, где гитара звучала иначе, однако Невисон отказал ему в этом. В 2016 году, в своём интервью журналу Classic Rock продюсер говорил, что дискуссия разгорелась из-за вариантов звучания песни «Rock Bottom». Майкл Шенкер в интервью Guitar Player в 2024 году сказал, что он не собирался перезаписывать свои гитарные партии, потому что это была бы фальсификация. Поскольку последнее слово было за продюсером, тот выбрал версию «Rock Bottom», которая содержала несколько ошибок гитариста. Тем не менее, сейчас эти ошибки стали частью музыкального канона. 
Существовали слухи, что Пол Чэпмен, который заменил ушедшего Шенкера, перезаписал некоторые из его партий. Однако гитара Шенкера также записалась через микрофоны у барабанов, что сделало какую-либо перезапись невозможной. По другой версии, Шенкер ушёл из UFO из-за разногласий с вокалистом Филом Моггом. Сам гитарист так объясняет причину своего ухода: «Мне было интересно играть музыку, а им рок-н-ролл».

## Выпуск альбома
Альбом был выпущен на лейбле Chrysalis в январе 1979 года. Пластинка попала в чарты только двух стран. В британском чарте диск достиг седьмой строчки, что является наивысшим достижением группы и по сей день. В США альбом занял 42-ю строчку.
Рон Невисон считает, что такой незначительный успех в чартах объясняется тем, что Chrysalis плохо занимались продвижением альбомов UFO. По его словам: «…если в те годы [конец 70-х] кто-либо приходил в музыкальный магазин, то не находил там эти альбомы».
Вместе со Strangers in the Night были также выпущены два мини-альбома. Первый включал в себя песни «Doctor Doctor» и «On with the Action», записанные в ходе тура по США, а также студийную версию «Try Me». Он достиг 35 места в UK Singles Chart, это первое попадание группы в британский топ-40. Благодаря этому группа появилась в программе Top of the Pops. На втором мини-альбоме были выпущены песни «Shoot Shoot», «Only You Can Rock Me» и «I’m a Loser». Релиз расположился на 48-м месте британского чарта.

### Переиздания
Первое переиздание Strangers in the Night вышло в 1999 году на лейбле EMI, так Chrysalis был куплен EMI в 1991 году. Альбом был выпущен на одном диске и содержал два бонус-трека, песни «Hot ’N’Ready» и «Cherry». Трек-лист альбома был изменен, чтобы сделать его похожим на типичный сет-лист концертов UFO в 1978 году. Второй раз альбом был переиздан в 2008 году в рамках кампании по переизданию всех альбомов UFO, выходивших на лейбле Chrysalis. Трек-лист переиздания 2008 года был таким же, как в 1999 году. В аннотациях к переизданию было официально подтверждено, что песни «Mother Mary» и «This Kid’s» были записаны в студии, и затем на них был наложен шум зрителей.
В 2020-м году было выпущено восьмидисковое делюкс-издание Strangers in the Night с записями различных концертов во время гастрольного тура группы по США в 1978-м году.

## Отзывы критиков
Альбом получил восторженные отзывы от музыкальной прессы как в момент своего выхода, так и ретроспективно. Гарри Доэрти из Melody Maker считает, что концертные версии песен UFO лучше, чем студийные. Он пишет: «Песни, которые в студии звучали посредственно, „оживают“, когда их исполняют на концерте». Редакцией этого британского еженедельника пластинка была признана хеви-метал альбомом года. Говард Джонсон из журнала Kerrang! утверждает, что Рону Невисону отлично удалось передать великолепную игру Шенкера на гитаре. Критик Грег Прато с сайта AllMusic поставил альбому 4,5 звезды из 5. По его мнению, Strangers in the Night один из лучших концертных альбомов 70-х годов. Он пишет: «В песнях „Mother Mary“ и „This Kid’s“ собраны лучшие элементы музыки, которыми, когда-то прославились Led Zeppelin (выразительные риффы, мощные ударные), а во вступлении „Love to Love“ музыканты демонстрируют отличное владение инструментами».
В 2013 году журнал Classic Rock включил альбом в список «Концертных альбомов, которые изменили мир». В 2023 году диск занял 4-е место в списке «50 лучших концертных альбомов всех времён» по версии журнала Classic Rock.

## Влияние
Альбом оказал большое влияние на последующие поколения музыкантов и, в частности, на группы новой волны британского хеви-метала. Вокалист Def Leppard Джо Эллиотт назвал его одним из своих любимых альбомов. Бас-гитарист Iron Maiden Стив Харрис также высоко оценивает запись. Он написал аннотацию к переизданию Strangers in the Night 2008 года. Среди других музыкантов, которые отмечают влияние этой пластинки — участники Metallica, гитарист Diamond Head Брайан Татлер, гитарист Pearl Jam Майк Маккриди и бывший гитарист Guns N’Roses Слэш.

## Список композиций

### Оригинальный альбом
Авторы песен Фил Могг и Михаэль Шенкер, если не указано иное.

#### Диск 1
| №                   | Название               | Автор(ы)                          | Длительность |
| ------------------- | ---------------------- | --------------------------------- | ------------ |
| 1.                  | «Natural Thing»        | Михаэль Шенкер, Фил Могг, Пит Уэй | 3:58         |
| 2.                  | «Out in the Street»    | Могг, Уэй                         | 5:17         |
| 3.                  | «Only You Can Rock Me» | Могг, Шенкер, Уэй                 | 4:05         |
| 4.                  | «Doctor Doctor»        |                                   | 4:45         |
| 5.                  | «Mother Mary»          | Могг, Шенкер, Уэй, Энди Паркер    | 3:29         |
| 6.                  | «This Kid’s»           |                                   | 4:39         |
| 7.                  | «Love to Love»         |                                   | 8:05         |
| Общая длительность: | Общая длительность:    | Общая длительность:               | 34:18        |

#### Диск 2
| №                   | Название            | Автор(ы)                  | Длительность |
| ------------------- | ------------------- | ------------------------- | ------------ |
| 1.                  | «Lights Out»        | Могг, Шенкер, Уэй, Паркер | 5:11         |
| 2.                  | «Rock Bottom»       |                           | 11:23        |
| 3.                  | «Too Hot to Handle» | Могг, Уэй                 | 4:42         |
| 4.                  | «I’m a Loser»       |                           | 4:08         |
| 5.                  | «Let It Roll»       |                           | 5:39         |
| 6.                  | «Shoot Shoot»       | Могг, Шенкер, Уэй, Паркер | 4:18         |
| Общая длительность: | Общая длительность: | Общая длительность:       | 35:21        |

### Переиздания 1999 и 2008 годов
| №                   | Название                    | Автор(ы)            | Длительность |
| ------------------- | --------------------------- | ------------------- | ------------ |
| 1.                  | «Hot ’N’Ready» (бонус-трек) | Могг, Шенкер        | 3:49         |
| 2.                  | «Cherry» (бонус-трек)       | Могг, Уэй           | 3:52         |
| 3.                  | «Let It Roll»               |                     | 5:39         |
| 4.                  | «Love to Love»              |                     | 8:05         |
| 5.                  | «Natural Thing»             |                     | 3:58         |
| 6.                  | «Out in the Street»         |                     | 5:17         |
| 7.                  | «Only You Can Rock Me»      |                     | 4:05         |
| 8.                  | «Mother Mary»               |                     | 3:29         |
| 9.                  | «This Kid’s»                |                     | 4:39         |
| 10.                 | «Doctor Doctor»             |                     | 4:45         |
| 11.                 | «I’m a Loser»               |                     | 4:08         |
| 12.                 | «Lights Out»                |                     | 5:11         |
| 13.                 | «Rock Bottom»               |                     | 11:23        |
| 14.                 | «Too Hot to Handle»         |                     | 4:42         |
| 15.                 | «Shoot Shoot»               |                     | 4:18         |
| Общая длительность: | Общая длительность:         | Общая длительность: | 77:20        |

## Участники записи
Музыканты
- Фил Могг — вокал
- Михаэль Шенкер — соло-гитара
- Пол Рэймонд — ритм-гитара, клавишные, бэк-вокал
- Пит Уэй — бас-гитара
- Энди Паркер — ударные

Производство
- Рон Невисон — продюсер
- Майк Клинк — звукоинженер
- Hipgnosis — оформление

## Позиция в чартах
Альбом
| Год  | Страна         | Чарт            | Позиция |
| ---- | -------------- | --------------- | ------- |
| 1979 | Великобритания | UK Albums Chart | 7       |
| 1979 | США            | Billboard 200   | 42      |

Синглы
| Год  | Страна         | Название        | Чарт             | Позиция |
| ---- | -------------- | --------------- | ---------------- | ------- |
| 1979 | Великобритания | «Doctor Doctor» | UK Singles Chart | 35      |
| 1979 | Великобритания | «Shoot Shoot»   | UK Singles Chart | 48      |